# Legittima difesa (film 1947)
Legittima difesa (Quai des Orfèvres) è un film del 1947 diretto da Henri-Georges Clouzot e tratto da un romanzo di Stanislas-André Steeman.
Ha vinto il Premio internazionale per la regia al Festival di Venezia 1947.

## Trama
Maurice e Jenny sono una coppia di artisti che lavorano nel mondo del music-hall. Lui è un musicista fallito, lei una cantante ambiziosa e priva di scrupoli, ma in fondo innamorata del marito. Una sera la donna accetta un invito di Brignon, un vecchio libertino che potrebbe aiutarla nella carriera. Durante la cena Jenny, per difendersi dalle avances troppo insistenti e pesanti del corteggiatore lo colpisce alla testa e fugge credendo di averlo ucciso.  L'uomo è in realtà solo stordito. Maurice, roso dalla gelosia, si reca nell'appartamento dove trova Brignon ormai cadavere e fugge temendo di essere incolpato dell'omicidio. I due coniugi si confidano con un'amica comune, Dora.  L'ispettore incaricato delle indagini, Antoine,  crede nella colpevolezza di Maurice, l'unico ad avere un movente, la gelosia e che in più ha aggravato la sua posizione fuggendo. Maurice tenta il suicidio. Dopo una serie di confronti drammatici e rivelazioni inaspettate viene scoperto il vero responsabile del delitto. Si tratta di Paul, un pregiudicato che ha approfittato dello stordimento di Brignon per eliminarlo del tutto. Il vero colpevole è così assicurato alla giustizia, mentre la coppia esce da questa tragica esperienza più fortificata di prima.

## Curiosità
Si tratta del primo film realizzato dal regista Henri-Georges Clouzot dal 1943. Dopo aver realizzato il film Il corvo, prima a causa di motivi finanziari ed ideologici, poi dopo la liberazione per sospetto collaborazionismo, il regista infatti non aveva avuto modo di lavorare. Grazie a questo film il regista conosce l'attrice Vera Clouzot che diverrà sua moglie.

## Riconoscimenti
- Festival di Venezia 1947
  - Premio internazionale per la regia